# Los vengadores (película de 1998)
Los Vengadores —título original: The Avengers— es una película de comedia de acción y espionaje satírica estadounidense de 1998 dirigida por Jeremiah Chechik, una adaptación de la serie de televisión británica de 1961-1969 del mismo nombre. Está protagonizada por Ralph Fiennes y Uma Thurman como los agentes secretos John Steed y Emma Peel, y Sean Connery como Sir August de Wynter, un científico loco empeñado en controlar el clima del mundo. 
La película tuvo un rendimiento inferior en taquilla, recaudando solo 54,7 millones de dólares frente a su presupuesto de 60 millones de dólares y recibió críticas negativas de los críticos. 

## Sinopsis
Los agentes secretos británicos John Steed (Ralph Fiennes) y Emma Peel (Uma Thurman) tienen una nueva misión: acabar con los maléficos planes de Sir August de Wynter (Sean Connery), un antiguo miembro del Ministerio que controla el clima. Para ello, contarán con la ayuda del invisible Jones (Patrick Macnee).
En su psicodélica e improbable cruzada Steed y Emma se enfrentaran a un enjambre de abejas mecánicas, a un clon de Uma Thurman, descubrirán una sociedad secreta cuyos miembros se visten como ositos de peluche y finalizaran en un parque de atracciones que controla la meteorología y amenaza con provocar un devastador huracán sobre Londres.

## Reparto
- Ralph Fiennes es John Steed.
- Uma Thurman es Emma Peel.
- Sean Connery es Sir August De Wynter.
- Jim Broadbent es Mother.
- Fiona Shaw es Father.
- Eddie Izzard es Bailey.
- Eileen Atkins es Alice.
- Carmen Ejogo es Brenda.
- Keeley Hawes es Tamara.
- Patrick Macnee (voz) es Invisible Jones.
- Lorraine McBride es La Monja.

## Ruina
Warner Bros. se negó a hacer ningún preestreno ni test de audiencia, lo cual era mala señal. 
El estreno del film fue retrasado de junio a agosto, lo cual se suele hacer para los que no pueden competir en la lucrativa semana de inicios del verano, los malos augurios se cumplieron y fue un tremendo fracaso de taquilla que solo recaudó $48 millones a nivel global mientras que su coste fue de $60 millones.
Warner Bros. tuvo la pésima decisión de cortar el filme de 115 a 87 minutos, arruinando la coherencia y continuidad del guion. Escenas clave fueron eliminadas por completo y en consecuencia el compositor Michael Kamen no pudo sincronizar la banda sonora. El director Jeremiah Chechik, viendo el desastre, se ofreció a reeditar la película gratis, pero no le hicieron caso.
El filme fue unánimemente vapuleado por la crítica. Rotten Tomatoes le dio solo un 5 %. Metacritic le dio un 12 sobre 100.

## Lanzamientos
| País                                                                          | Fecha de estreno                   |
| ----------------------------------------------------------------------------- | ---------------------------------- |
| Alemania                                                                      | Jueves 27 de agosto de 1998        |
| Argentina                                                                     | Jueves 29 de octubre de 1998       |
| Australia                                                                     | Jueves 5 de noviembre de 1998      |
| Austria                                                                       | Viernes 28 de agosto de 1998       |
| Bélgica                                                                       | Miércoles 26 de agosto de 1998     |
| Belice · Costa Rica · El Salvador · Guatemala · Honduras · Nicaragua · Panamá | Viernes 23 de octubre de 1998      |
| Bolivia                                                                       | Martes 3 de noviembre de 1998      |
| Brasil                                                                        | Viernes 28 de agosto de 1998       |
| Bulgaria                                                                      | Viernes 27 de noviembre de 1998    |
| Chile                                                                         | Jueves 15 de octubre de 1998       |
| Colombia                                                                      | Viernes 20 de noviembre de 1998    |
| Corea del Sur                                                                 | Sábado 3 de octubre de 1998        |
| Croacia                                                                       | Jueves 8 de octubre de 1998        |
| Dinamarca                                                                     | Viernes 18 de septiembre de 1998   |
| Egipto                                                                        | Miércoles 24 de marzo de 1999      |
| Emiratos Árabes Unidos                                                        | Miércoles 30 de septiembre de 1998 |
| Eslovenia                                                                     | Jueves 17 de septiembre de 1998    |
| España                                                                        | Viernes 25 de septiembre de 1998   |
| Estados Unidos · Canadá                                                       | Viernes 14 de agosto de 1998       |
| Estonia                                                                       | Viernes 6 de noviembre de 1998     |
| Filipinas                                                                     | Miércoles 9 de septiembre de 1998  |
| Finlandia                                                                     | Viernes 4 de septiembre de 1998    |
| Francia                                                                       | Miércoles 19 de agosto de 1998     |

| País                         | Fecha de estreno                   |
| ---------------------------- | ---------------------------------- |
| Grecia                       | Miércoles 23 de septiembre de 1998 |
| Hong Kong                    | Jueves 27 de agosto de 1998        |
| Hungría                      | Jueves 15 de octubre de 1998       |
| India                        | Viernes 12 de febrero de 1999      |
| Indonesia                    | Miércoles 2 de diciembre de 1998   |
| Islandia                     | Viernes 13 de noviembre de 1998    |
| Israel                       | Jueves 13 de agosto de 1998        |
| Italia                       | Viernes 30 de octubre de 1998      |
| Japón                        | Sábado 3 de octubre de 1998        |
| Letonia                      | Viernes 20 de noviembre de 1998    |
| Líbano                       | Viernes 2 de octubre de 1998       |
| Lituania                     | Viernes 13 de noviembre de 1998    |
| Malasia                      | Jueves 13 de agosto de 1998        |
| México                       | Viernes 25 de septiembre de 1998   |
| Noruega                      | Viernes 4 de diciembre de 1998     |
| Nueva Zelanda                | Jueves 24 de septiembre de 1998    |
| Países Bajos                 | Jueves 3 de septiembre de 1998     |
| Perú                         | Viernes 30 de octubre de 1998      |
| Polonia                      | Viernes 9 de octubre de 1998       |
| Portugal                     | Viernes 4 de septiembre de 1998    |
| Puerto Rico                  | Jueves 27 de agosto de 1998        |
| Reino Unido Irlanda          | Viernes 14 de agosto de 1998       |
| República Checa · Eslovaquia | Jueves 21 de enero de 1999         |
| Rumania                      | Viernes 30 de octubre de 1998      |
| Rusia                        | Viernes 5 de febrero de 1999       |
| Singapur                     | Jueves 20 de agosto de 1998        |
| Sudáfrica                    | Viernes 14 de agosto de 1998       |
| Suecia                       | Viernes 14 de agosto de 1998       |
| Suiza                        | Viernes 28 de agosto de 1998       |
| Tailandia                    | Viernes 11 de septiembre de 1998   |
| Taiwán                       | Sábado 12 de septiembre de 1998    |
| Turquía                      | Viernes 2 de octubre de 1998       |
| Uruguay                      | Viernes 20 de noviembre de 1998    |
| Venezuela                    | Miércoles 28 de octubre de 1998    |

## Reconocimientos
| Premio                    | Categoría                  | Nominado            |
| ------------------------- | -------------------------- | ------------------- |
| Razzie Award              | Peor Película              | Jerry Weintraub     |
| Razzie Award              | Peor Director              | Jeremiah S. Chechik |
| Razzie Award              | Peor Guion                 | Don Macpherson      |
| Razzie Award              | Peor Actor                 | Ralph Fiennes       |
| Razzie Award              | Peor Pareja                | Ralph Fiennes       |
| Razzie Award              | Uma Thurman                |                     |
| Razzie Award              | Peor Actriz                |                     |
| Razzie Award              | Peor Secundario            | Sean Connery        |
| Razzie Award              | Peor Canción               | Storm               |
| Razzie Award              | Peor Remake                | Jerry Weintraub     |
| Stinkers Bad Movie Awards | Peor Película              | Jerry Weintraub     |
| Stinkers Bad Movie Awards | Peor Director              | Jeremiah S. Chechik |
| Stinkers Bad Movie Awards | Peor Actor                 | Ralph Fiennes       |
| Stinkers Bad Movie Awards | Peor Pareja                | Ralph Fiennes       |
| Stinkers Bad Movie Awards | Uma Thurman                |                     |
| Stinkers Bad Movie Awards | Peor acento fingido        |                     |
| Stinkers Bad Movie Awards | Peor adaptación de TV Show |                     |